# 創挙蘭
創挙蘭（そうきょらん）は、1987年に写研が発売した写植、専用組版機用の書体およびフォント製品。

## 概要
ゴシック体同様、ほぼ均一の太さをもつエレメントにより構成されるが、全体に直線的で、曲がりやハネを画の先端付近でカーブさせた特徴的なデザイン書体。タイトル、見出しなどに使用例を見ることができる。
もともと香港で書体デザイナーの郭炳權がデザインした繁体字の写植文字盤書体であったものに、日本で仮名などを追加したうえで日本語書体として発売した。仮名のデザインは鈴木勉らが担当した。2024年、モリサワとの協力によりOTFフォントとしてMorisawa Fonts上での提供が開始された。

## 類似コンセプトの書体

綜藝体による「綜藝體」

DTPの登場後にTrueType、PostScript、OpenTypeなどの汎用フォーマット発売されたダイナコムウェアの「DF綜藝体（そうげいたい）」は、創挙蘭に影響を受けた書体といわれ、同様のコンセプトを持つ書体のひとつとなっている。本書体と比較すると仮名のデザインに完成度の違いが見られるが、DTP対応の利便性から、グラフィックデザインやエディトリアルデザインなどにおいて、同様のコンセプトの見出し・タイトル用書体の選択肢として使用されている。なお中文フォントとしての綜藝體（综艺体）は方正（Founder）、漢儀科技（Hanyi）、蒙納公司（Monotype HK）など複数のフォントベンダーから発売されている。

## ファミリー構成
- 創挙蘭L（L-LSR） - 1993年
- 創挙蘭M（M-MSR） - 1993年
- 創挙蘭B（B-BSR） - 1993年
- 創挙蘭E（E-ESR） - 1987年
ファミリー展開以前は「創挙蘭（ESR）」として販売